# Judo-Europameisterschaften der Frauen 1981
Die Judo-Europameisterschaften 1981 der Frauen fanden vom 27. bis 29. März 1981 in Madrid statt.  
Die Mannschaft aus dem Gastgeberland gewann eine Bronzemedaille. Gerda Winklbauer gewann ihren vierten Titel in Folge, Jocelyne Triadou und Barbara Claßen jeweils ihren dritten Titel in dieser Gewichtsklasse, beide hatten vorher bereits Titel in anderen Gewichtsklassen gewonnen.

## Ergebnisse
| Gewichtsklasse                 | Gold              | Silber                | Bronze                                |
| ------------------------------ | ----------------- | --------------------- | ------------------------------------- |
| Superleichtgewicht (bis 48 kg) | Birgit Friedrich  | Anna De Novellis      | Karen Briggs Veronika Angelovic Nagy  |
| Halbleichtgewicht (bis 52 kg)  | Edith Hrovat      | Loretta Doyle         | Erika van Weyen Sacramento Moyano     |
| Leichtgewicht (bis 56 kg)      | Gerda Winklbauer  | Andrea Hilger-Solbach | Laura Zimbaro Liesbeth Beeks          |
| Halbmittelgewicht (bis 61 kg)  | Ann Hughes        | Laura Di Toma         | Ingrid Berg Martine Rottier           |
| Mittelgewicht (bis 66 kg)      | Marie-France Mill | Alexandra Schreiber   | Agneta Andersson Edith Simon          |
| Halbschwergewicht (bis 72 kg)  | Jocelyne Triadou  | Barbara Claßen        | Ingrid Berghmans Karin Posch          |
| Schwergewicht (über 72 kg)     | Margherita De Cal | Christiane Kieburg    | Véronique Vigneron Marjolein van Unen |
| Offene Klasse                  | Barbara Claßen    | Ingrid Berghmans      | Marjolein van Unen Maria Teresa Motta |

## Medaillenspiegel
| Rang | Land                   | Gold | Silber | Bronze | Gesamt |
| ---- | ---------------------- | ---- | ------ | ------ | ------ |
| 1    | BR Deutschland         | 2    | 4      | 1      | 7      |
| 2    | Österreich             | 2    | –      | 2      | 4      |
| 3    | Italien                | 1    | 2      | 2      | 5      |
| 4    | Belgien                | 1    | 1      | 1      | 3      |
| 4    | Vereinigtes Königreich | 1    | 1      | 1      | 3      |
| 6    | Frankreich             | 1    | –      | 2      | 3      |
| 7    | Niederlande            | –    | –      | 4      | 4      |
| 8    | Jugoslawien            | –    | –      | 1      | 1      |
| 8    | Schweden               | –    | –      | 1      | 1      |
| 8    | Spanien                | –    | –      | 1      | 1      |
|      | Total                  | 8    | 8      | 16     | 32     |